# Geografía de Jersey

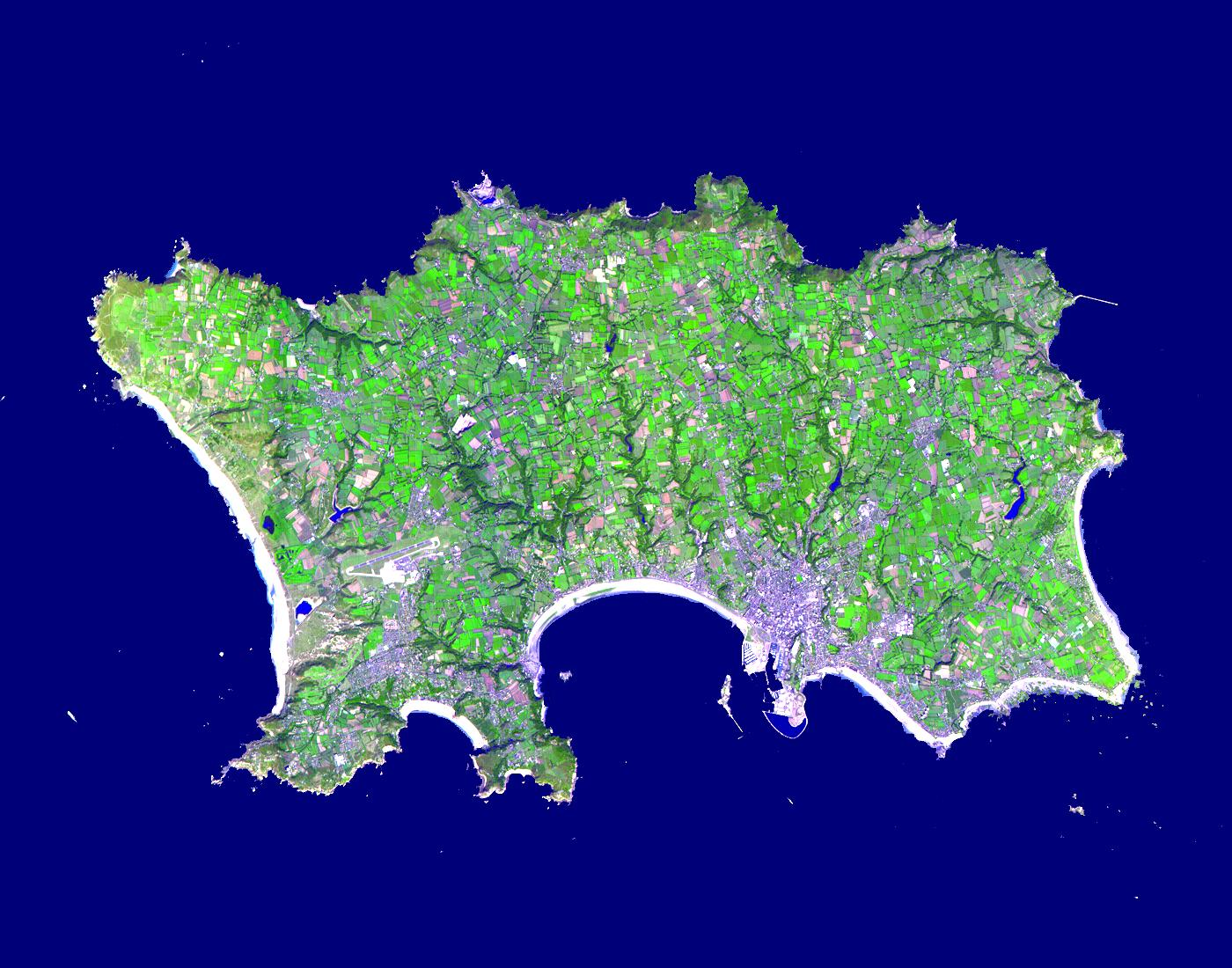
Vista satélite de Jersey.

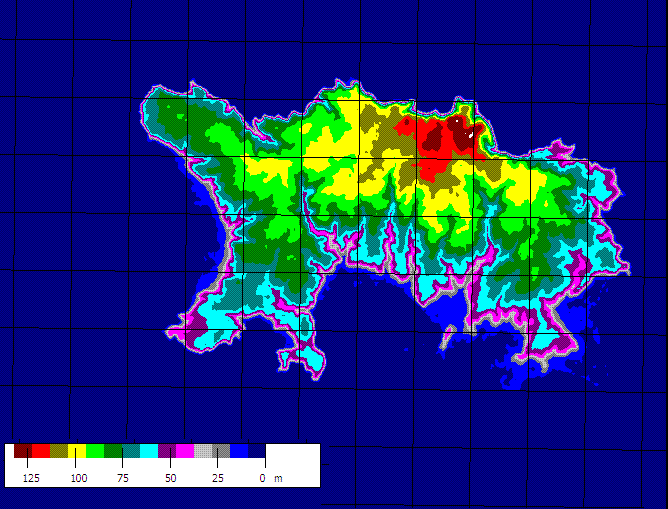
Imagen en relieve topográfico de la isla.

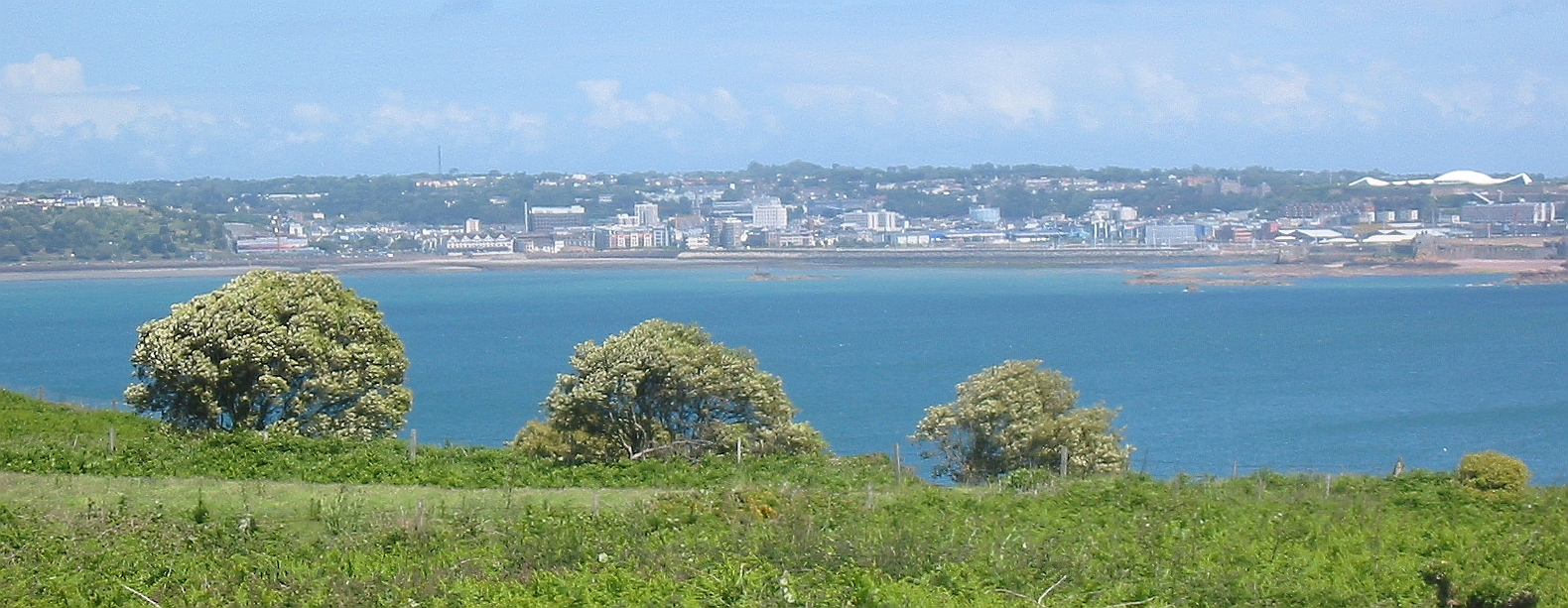
La ciudad de Saint Helier desde Noirmont.

Jersey, una dependencia británica, es una isla de 118,2 kilómetros cuadrados, incluida la tierra recuperada y la zona intermareal. Está situada en el canal de la Mancha, aproximadamente 12 millas náuticas (22 km) de la península de Cotentin, en Normandía, Francia, y aproximadamente 87 millas náuticas (161 km) al sur de Gran Bretaña. Es la mayor y más meridional de las islas del Canal. El clima es templado, con inviernos suaves y veranos frescos. La temperatura promedio anual, 11,6 °C es similar a la costa sur de Inglaterra, mientras que la media anual total de sol de 1918 horas es superior a en cualquier lugar del Reino Unido.
Además de la isla principal, incluye otros islotes y arrecifes con una población permanente: Écréhous, Minquiers, Pierres de Lecq y Les Dirouilles.
El punto más bajo en la isla es el Océano Atlántico, y el más alto es Les Platons, con 136 metros de altura. El terreno es generalmente de baja altitud en la costa sur, con algunas puntas rocosas, subiendo gradualmente a lo largo de los escarpados acantilados de la costa norte. En la costa occidental hay dunas de arena. Pequeños valles corren de norte a sur a través de la isla. La variación de la marea expone las grandes extensiones de arena y roca hacia el sureste durante la marea baja.
El 66% de la superficie de la isla se utiliza para tierra cultivable, y el 34% restante se utiliza para otros fines.

## Medio ambiente
Los actuales problemas ambientales de Jersey incluyen la eliminación de residuos, la contaminación del aire y el tráfico.